# Cirrhosoma translucida
Cirrhosoma translucida är en fjärilsart som beskrevs av W. Warren 1905. Cirrhosoma translucida ingår i släktet Cirrhosoma och familjen mätare. Inga underarter finns listade i Catalogue of Life.